# Călinești-Oaș
Călinești-Oaș es una comuna ubicada en el distrito de Satu Mare, Rumania.

## Superficie
Posee una superficie de 41,88 kilómetros cuadrados.

## Demografía
Hasta 2021 la población era de 5117 habitantes, con una densidad de población de 122,2 habitantes por kilómetro cuadrado.